# Софьино (Ельниковский район)
Софьино — село в Ельниковском районе Мордовии России. Входит в состав Новоникольского сельского поселения.

## История
В «Списке населённых мест Пензенской губернии за 1869» Софьино владельческая село из 47 дворов Краснослободского уезда.

## Население
| 2002 | 2010 |
| ---- | ---- |
| 234  | ↘187 |

Национальный состав
Согласно результатам Всероссийской переписи населения 2002 года, в национальной структуре населения русские составляли 94 %.